# Aubigny (Somme)
Aubigny és un municipi francès situat al departament del Somme i a la regió dels Alts de França. L'any 2007 tenia 524 habitants.

## Demografia

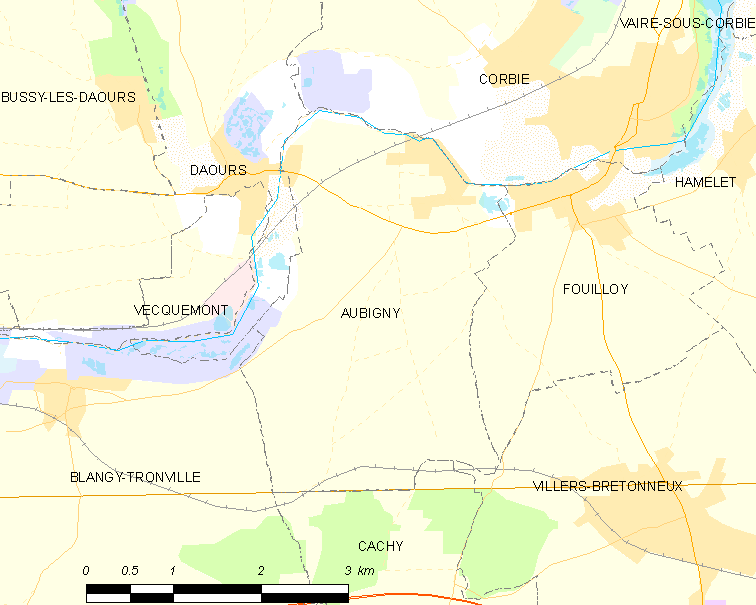
mapa del municipi

### Població
El 2007 la població de fet d'Aubigny era de 524 persones. Hi havia 200 famílies de les quals 44 eren unipersonals (8 homes vivint sols i 36 dones vivint soles), 64 parelles sense fills, 72 parelles amb fills i 20 famílies monoparentals amb fills.
La població ha evolucionat segons el següent gràfic:

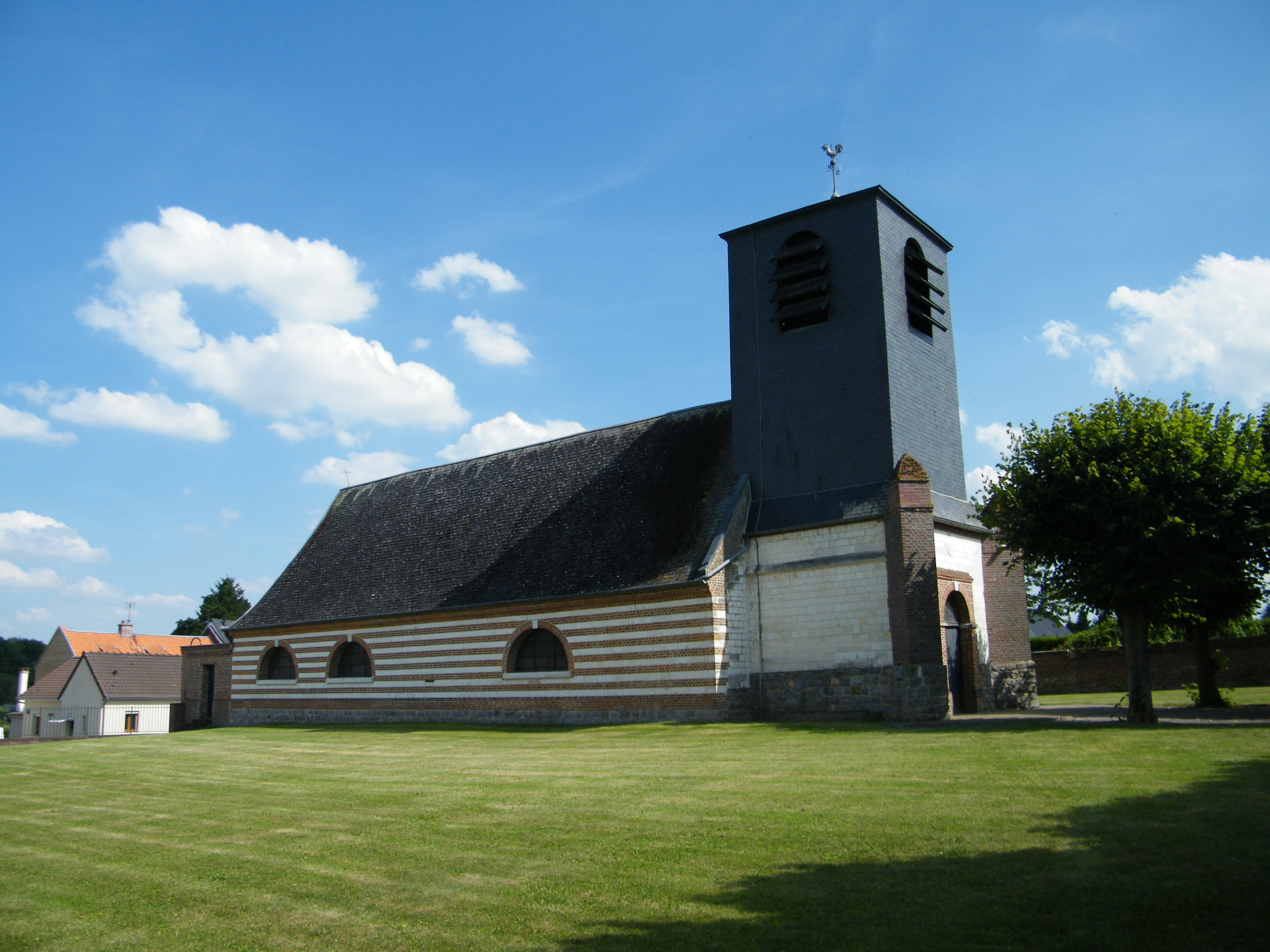
església

Habitants censats

### Habitatges
El 2007 hi havia 211 habitatges, 201 eren l'habitatge principal de la família, 2 eren segones residències i 8 estaven desocupats. 207 eren cases i 2 eren apartaments. Dels 201 habitatges principals, 158 estaven ocupats pels seus propietaris, 36 estaven llogats i ocupats pels llogaters i 7 estaven cedits a títol gratuït; 8 tenien dues cambres, 22 en tenien tres, 54 en tenien quatre i 117 en tenien cinc o més. 146 habitatges disposaven pel capbaix d'una plaça de pàrquing. A 88 habitatges hi havia un automòbil i a 97 n'hi havia dos o més.

### Piràmide de població

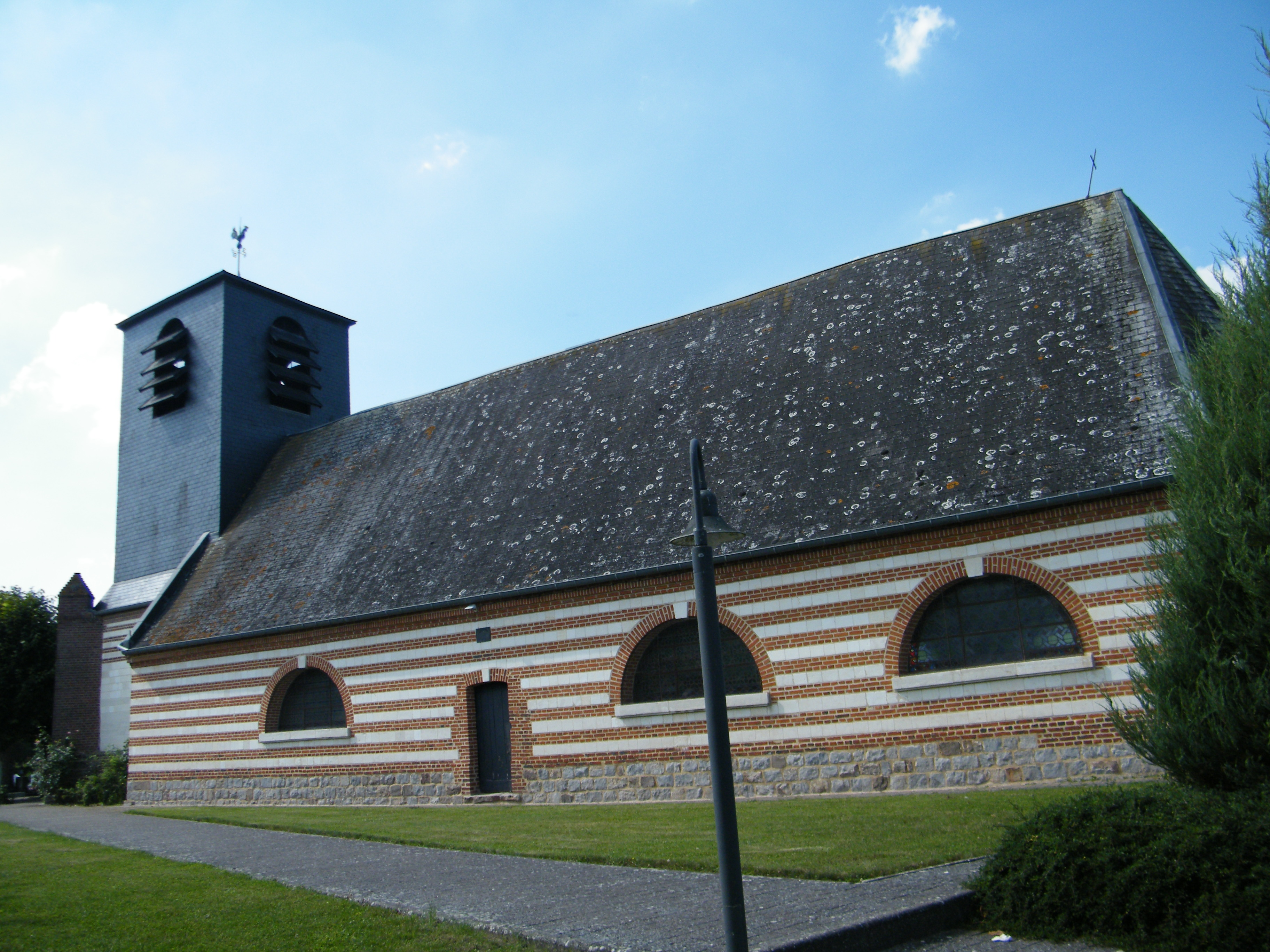

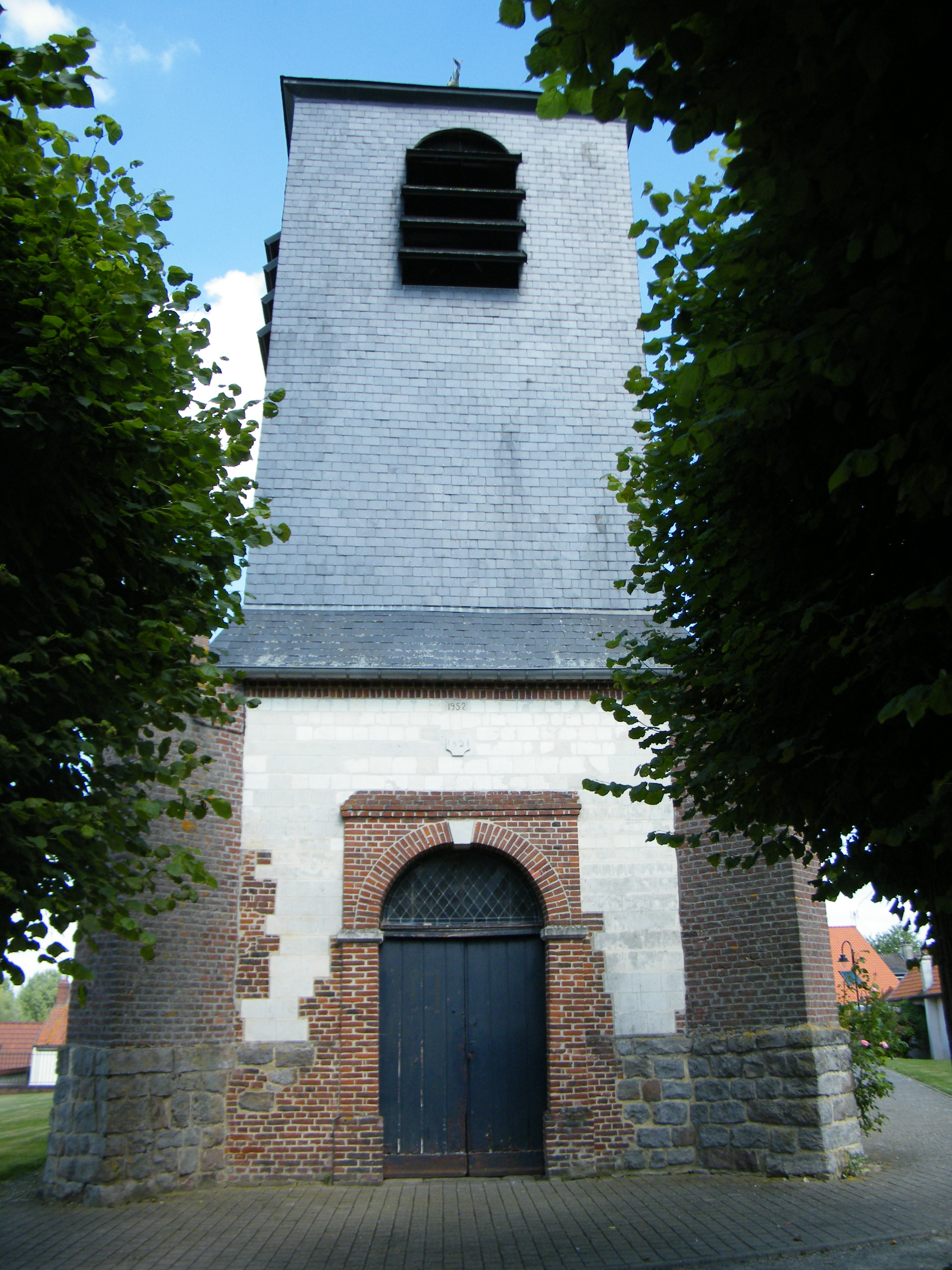

La piràmide de població per edats i sexe el 2009 era:
| Homes | Edats   | Dones |
| ----- | ------- | ----- |
| 0     | 95 o +  | 0     |
| 0     | 90 a 94 | 4     |
| 8     | 85 a 89 | 4     |
| 8     | 80 a 84 | 0     |
| 8     | 75 a 79 | 20    |
| 12    | 70 a 74 | 4     |
| 12    | 65 a 69 | 20    |
| 8     | 60 a 64 | 8     |
| 4     | 55 a 59 | 4     |
| 16    | 50 a 54 | 8     |
| 28    | 45 a 49 | 40    |
| 4     | 40 a 44 | 16    |
| 40    | 35 a 39 | 20    |
| 16    | 30 a 34 | 32    |
| 12    | 25 a 29 | 16    |
| 24    | 20 a 24 | 8     |
| 4     | 15 a 19 | 8     |
| 28    | 10 a 14 | 24    |
| 40    | 5 a 9   | 0     |
| 16    | 0 a 4   | 4     |

## Economia
El 2007 la població en edat de treballar era de 352 persones, 255 eren actives i 97 eren inactives. De les 255 persones actives 228 estaven ocupades (119 homes i 109 dones) i 27 estaven aturades (12 homes i 15 dones). De les 97 persones inactives 37 estaven jubilades, 34 estaven estudiant i 26 estaven classificades com a «altres inactius».

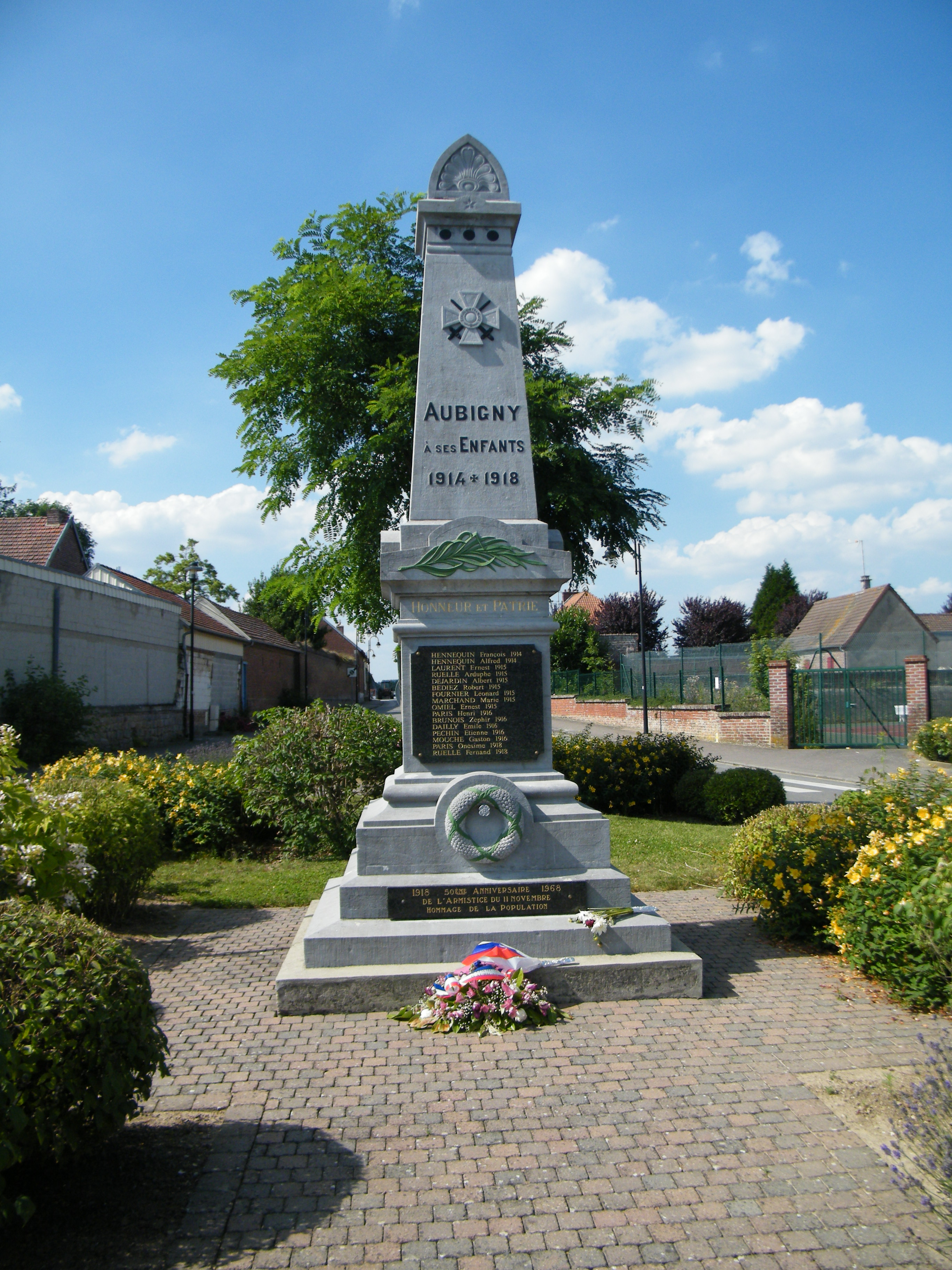

### Ingressos
El 2009 a Aubigny hi havia 190 unitats fiscals que integraven 500 persones, la mediana anual d'ingressos fiscals per persona era de 19.522 €.

### Activitats econòmiques
Dels 10 establiments que hi havia el 2007, 1 era d'una empresa alimentària, 2 d'empreses de fabricació d'altres productes industrials, 1 d'una empresa de construcció, 2 d'empreses de comerç i reparació d'automòbils, 1 d'una empresa de serveis, 2 d'entitats de l'administració pública i 1 d'una empresa classificada com a «altres activitats de serveis».
Dels 3 establiments de servei als particulars que hi havia el 2009, 1 era un taller de reparació d'automòbils i de material agrícola, 1 empresa de construcció i 1 agència immobiliària.
L'any 2000 a Aubigny hi havia 9 explotacions agrícoles.

## Equipaments sanitaris i escolars
El 2009 hi havia 1 escola elemental i 1 escola elemental integrada dins d'un grup escolar amb les comunes properes formant una escola dispersa.

## Poblacions properes
El següent diagrama mostra les poblacions més properes.